# Нивек Огр
Нивек Огр (англ. Nivek Ogre), настоящее имя Кевин Грэм Огилви (англ. Kevin Graham Ogilvie; род. 5 декабря 1962, Калгари, Канада) — канадский музыкант, перформанс-артист и актёр, наиболее известный как сооснователь (наряду с Кевином Ки) индастриал-группы Skinny Puppy. Начиная с 1982 года, Огр выступал как ведущий вокалист и автор текстов Skinny Puppy, в отдельных случаях также предлагая инструментовки и семплы; его харизматичный сценический образ способствовал расширению фанбазы группы и вдохновил ряд исполнителей последующих лет.
Огр также является участником электронной группы ohGr (первоначально называвшейся W.E.L.T.), основанной вместе с долговременным сотрудником Марком Уолком; ohGr выпустили пять студийных альбомов с 2001 года, из которых три фигурировали в хит-параде Dance/Electronic Albums журнала Billboard. Огр также записывался и выступал с несколькими другими коллективами: Ministry, Revolting Cocks, Pigface и KMFDM. Неоднократно Огр появлялся в качестве актёра в малобюджетных фильмах.

## Дискография
В составе Skinny Puppy
В составе ohGr
- Welt (2001)
- SunnyPsyOp (2003)
- Devils in my Details (2008)
- UnDeveloped (2011)
- Tricks (2018)